# يان تومسون (واثب عالي)
يان تومسون (بالإنجليزية: Ian Thompson) هو واثب عالي باهاماسي، ولد في 8 ديسمبر 1968، وتوفي في 15 مارس 1999.

## وصلات خارجية
- يان تومسون على موقع الاتحاد الدولي لألعاب القوى (الإنجليزية)
- يان تومسون على موقع أوليمبيديا (الإنجليزية)